# Kanton Aramits
Kanton Aramits (francouzsky Canton d'Aramits) je francouzský kanton v departementu Pyrénées-Atlantiques v regionu Akvitánie. Tvoří ho šest obcí.

## Obce kantonu
- Ance
- Aramits
- Arette
- Féas
- Issor
- Lanne-en-Barétous